# خوشه‌دره (روستای صاحب سقز)
خوشه‌دره(به کردی: خوشەدەرە، xoşedere) روستایی از توابع بخش زیویه در شهرستان سقز است که در استان کردستان ایران قرار دارد.